# Каплинский, Леон
Леон Каплинский (в ряде современных источников используется вариант фамилии Каплиньский, пол. Leon Henryk Kapliński, 1826 - 1873) — польский художник.

## Биография
Родился в 1826 году в Петрыкозы недалеко от Варшавы. Был младшим сыном мелкого землевладельца и выдающегося масона Иоанна Каплинского. Семья Каплинских была франкистской семьей, его дедушка Эльзас Каплинский был одним из последних известных франкистов.
Обучался праву и философии в Варшаве и Бреслау. Примкнул к революционно настроенной группе, неоднократно задерживался прусской полицией, принял участие в движении 1848 года, после чего эмигрировал в Париж.
В 1871 году вернулся в Польшу, жил в австро-венгерском Кракове. Умер в 1873 году.
Известно, что он оказывал поддержку ряду известных польских деятелей искусства и писателей, в том числе художнику Генриху Родаковскому.

## Творчество
Обучался живописи в Польше, а позже в Париже у А.Шеффера и Ж.Робер-Флёри.
Его первые известные работы — копии известных итальянских мастеров.
Позднее он стал известен своими патриотическими историческими картинами. Также известен как автор многих портретов.
Большинство работ Каплинского погибли или были утеряны.
В своих картинах Каплинский продолжил традиции академизма, не поддержав распространявшееся в середине 19 века течение модернизма.